# Лорен Алаина
Лорен Алаина (енгл. Lauren Alaina, рођена 8. новембра 1994) је америчка певачица, текстописац и глумица из Росвила. Била је другопласирана у Америчком идолу. Њен први студијски албум објављен је 11. октобра 2011, а други 27. јануара 2017. Њена песма је била прва на енгл. Country Airplay листи, касније, исте године, и друга песма, када је истовремено освојила пет Билборда. Учествовала је у Плесу са звездама и освојила је четврто место заједно са својим партнером Глебом Савченком.

## Биографија
Алаина је рођена 8. новембра 1994. године у Росвилу. Њен отац ради као техничар у Чатанугу. Почела је да се бави певањем са три године. Њени први јавни наступи био је на дечјем хору. Певала је у цркви, ресторанима, на празницима и на свим местима који су удаљени 30 km од њеног родног града.
Са осам година учествовала је на такмичењу лепоте и победила. Следеће године је изабрана да наступа на Ривербенд фестивалу у Чатануги. Тамо је наступала сваке године све док није напунила дванаест година, када је победила на такмичењу које јој је омогућило наступ на великој фестивалској сцени. Отпутовала је у Орландо када је имала десет година, како би се такмичила. Победила је у конкуренцији од 1.500 деце. Певала је у дечјој групи. Са дванаест година, путовала је у Нешвил. Наступила је у локалним баровима, у бродвејском позоришту. Године 2009. освојила је прво место на такмичењу младих талената на Винипесокију. Поред наступа, написала је и неколико песама, међу којима су и Leaving и Set Me Free.
Алаину је мотивисала њена рођака, која болује од тумора на мозгу, да пева. Похађала је средњу школу у Форт Оглторпу, где је била навијачица.

## Амерички идол
Аудиција за десету сезону Америчког идола одржавала се у Нешвилу. Алаину је одмах приметио жири. Након њеног наступа, Стивен Тајлер, један од чланова жирија, је одушевљено изјавио да су пронашли америчког идола. У Росвилу, од 14. маја 2011. године, слави се Дан Лорен Алаине. У финалу Алаина је отпевала Before He Cheats са својим идолом, Кари Андервудом. Освојила је друго место 25. маја 2011. године.

### Песме
- Like We Never Loved at All
- I Don't Want to Miss a Thing
- Unchained Melody
- Some Kind of Wonderful
- I Don't Want to Miss a Thing
- Hello, Goodbye
- Unchained Melody
- Turn On the Radio
- Any Man of Mine
- I'm the Only One
- You Keep Me Hangin' On
- Candle in the Wind
- (You Make Me Feel Like) A Natural Woman
- The Climb
- Born to Fly
- Where You Lead
- Up on the Roof
- Flat on the Floor
- Unchained Melody
- Anyway
- Trouble
- Wild One
- If I Die Young
- I Hope You Dance
- Flat on the Floor
- Maybe It Was Memphis
- Like My Mother Does

## Музичка каријера
После Америчког идола, Алаина је постигла Јуниверсал мјузик груп и 19 рекорд. Објавила је свој сингл Like My Mother Does. Песма је ушла на Билборд хот 100 и заузела је двадесето место. Прве седмице након објављивања продато је 121.000 примерака. Like My Mother Does освојила је 36 место на табели Hot Country Songs chart.
Након завршетка такмичења, Алаина је учествовала у неколико емисија попут Вече са Џејем Леноом, Живите са Кели и Рианом и Тудеј шоу. Макрири и Алаина су се 8. јуна 2011. представили на музичкој награди ЦМТ-а. Наступила је са Мартином Макбрадом на стадиону Нисан, на фестивалу ЦМА. Следећег лета гостовала је у Америчком идолу уживо!, турнеји 2011 коју је почела у Вест Вали Ситију, 6. јула 2011, а завршила у Манили, Филипинима, 21. септембра 2011.

### Wildflower: 2011—12
Издала је Wildflower 11. октобра 2011. који је заузео пето место на Билборд 200, друго место са албумом Top Country, који је продат у 69.000 примерака прве недеље. Он је био најпродаванији дигитални албум. Песма Georgia Peaches је освојила двадесет и осмо место на Билборд лествици.
Како би промовисала свој албум учествовала је у многим телевизијским и радијским емисијама. Отпевала је своју песму Georgia Peaches у Добро јутро Америко, Живите са Кели и Рианом и Шоу Елен Деџенерес. Певала је за Барака и Мишел Обаму у специјалној Пи-Би-Ес емисији Наступ у Белој кући 21. новембра. Отпевала је државну химну на утакмици Дана захвалности између Детроит лајонсија и Грин Беј пакерсија. У новогодишњој ноћи, Алаина је певала своју песму Georgia Peaches.
Певала је у групи Џејсона Алдеана од 20. јануара до 19. маја 2012. Отпевала је своју песму Georgia Peaches 8. марта 2012. на почетку једанаесте сезоне у Америчком идолу. У Тудеј шоу 26. марта 2012. отпевала је Georgia Peaches. Финалну емисију музичког фестивала Ривербенд водила је 16. јуна 2012.
У јулу 2012. године објавила је трећи албум Eighteen Inches који је пуштен на радију 16. јула. Eighteen Inches заузео је 37 место на Билборд листи. Како би подржала свој албум кренула је симболичну турнеју у осамнаест градова. Зараду је донирала у различите локалне добротворне организација, укључујући и Специјалну олимпијаду. Турнеју је започела 21. септембра, а завршила 12. новембра 2012.
Године 2012. изабрана је за новог уметника године.

### Lauren AlainaиRoad Less Traveled:2013—17
У јануару 2013. започела је снимање свог другог албума. Објавила је сингл Barefoot and Buckwild 7. маја 2013, заузећи тридесет и чеврто место на Билборд листи. Овом песмом отворила је дванаесту сезону Америчког идола 9. маја 2013. У мају 2013 Алаина је објавила песму Antarctica: One World, One Family. Објавила је 10. децемба 2013. насловни омот албума My Grown Up Christmas List. Објавила је сингл Next Boyfriend 18. септембра 2015. године, а на радио станицу додата је 28. септембра. Освојила је 39 место на Билборд листи. ЕП је објавила 2. октобра 2015.
Објавила је сингл Road Less Traveled, 11. јула 2016, који је написала заједно са Меган Трејнор и Џесијем Фрасуреом. Освојио је прво место на Билборд листи.
Објавила је други албум Road Less Traveled 27. јануара 2017. Он садржи песме Same Day Different Bottle, Doin' Fine, My Kinda People, Pretty, Crashin' the Boys Club и Queen of Hearts, као и четири песме са њеног ЕП-а. Као тему албума наводи прихватање и љубав. Изјавила је: ,,Сви смо различити и то је оно што нас чини лепим. Албум ће то показати. На њему ће бити забавних и тужних песама — помало какав је мој живот у последњих неколико година". Песму Doin' Fine најавила је у Добро јутро Америка 31. јануара 2017.
У фебруару и марту 2017, гостовала је са Мартином Макбрадеом на турнеји Love Unleashed. Током јуна и јула 2017. године учествовала је у турнејама Луке Брајана Huntin, Fishin и Lovin. Маја 2017. певала је пратећи вокал у песми Раскала Флатса Are You Happy Now.
Песма Doin' Fine постигла је 27. место на Билборд листи. Убрзо, постала је једина жена која је била на првом месту табеле 2017. години. 
Освојила је награду академије кантри музике за песме Doin' Fine и What Ifs. Године 2018. освојила је награду за најбољи колаборативни видео за песму What Ifs.

### 2018—данас
Сингл Ladies in the '90s пуштен је на државном радију 15. октобра 2018. године и освојио је друго место по броју слушалаца. Освојио је четрдесето место на Билборд листи. Добила је награду удружења кантри музичара за новог извођача године 2018. Објавила је песму Getting Good у септембру, The Other Side у октобру 2019. године и учествовала је у Плесу са звездама. У марту 2020. године издала је ЕП са две нумере.

## Остали подухвати
У септембру и октобру 2016. снимила је свој први филм Пут којим се ређе иде, који се одиграва у Ноксвилу. Филм је објављен 6. јуна 2017, а премијерно је приказан на ЦМТ-у 10. новембра 2017.
У августу 2019, најављена је као једна од познатих личности која ће се такмичити у Плесу са звездама. Освојила је четврто место.
Године 2020. именована је за заштитно лице компаније пива.

## Лични живот
Њени родитељи развели су се 2013. године. Отац јој је се лечи од алкохолизма од октобра 2013. Оба родитеља су се венчала за другог партнера.
Током адолесценције боловала је од булимије. Изјавила је у интервјуу за Ролинг стоун 2016. године да је имала поремећај исхране четири године, али да се опоравила кроз музику, породицу и добре људе који су је окруживали.
Хришћанка је и често наводи да живи за Исуса Христа.
Године 2012. почела је да се забавља са Александром Хопкинсом. У јулу 2018. објавили су своју веридбу, а у јануару 2019. раскид након шест година везе.
Била је у вези са комичарем Џоном Кристом од маја до септембра 2019.

## Дискографија

### Албуми
- Wildflower[78] (2011)
- Road Less Traveled[79] (2017)
- Getting Good[80] (2020)

### Песме
- Like My Mother Does[81] (2011)
- Georgia Peaches[82] (2011)
- Dirt Road Prayer
- The Middle
- Eighteen Inches[83] (2012)
- Barefoot and Buckwild[84] (2013)
- My Grown Up Christmas List[85] (2013)
- Next Boyfriend[86] (2015)
- History (2015)
- Road Less Traveled[87] (2016)
- O Holy Night[88] (2016)
- Queen of Hearts[89] (2016)
- Doin' Fine (2017)
- What Ifs[90] (2017)
- Same Day Different Bottle[91] (2017)
- Ladies in the '90s[92] (2018)
- Getting Good[93] (2019)
- The Other Side (2019)
- Town Ain't Big Enough (2019)
- One Beer[94] (2020)
- Thinking 'Bout You[95] (2020)

### Музички видео снимци
- Like My Mother Does (2011)
- Georgia Peaches (2012)
- Next Boyfriend[96] (2016)
- Road Less Traveled[97] (2016)
- What Ifs (2017)
- Doin' Fine (2017)
- Ladies in the '90s (2019)
- Getting Good (2019)

## Награде и номинације
| Година | Награда                                  | Категорија                           | Резултат   | Референце |
| ------ | ---------------------------------------- | ------------------------------------ | ---------- | --------- |
| 2012   | Музичке награде ЦМТ-а                    | Амерички револуционарни видео године | Номинација | [ 98 ]    |
| 2012   | Додела награда по избору тинејџера 2012. | Награда по избору тинејџера          | Номинација | [ 99 ]    |
| 2012   | Додела награда по избору тинејџера 2012. | ТВ избор: Женска стварност           | Номинација | [ 99 ]    |
| 2012   | Америчка награда                         | Нови извођач године                  | Освојено   | [ 38 ]    |
| 2017   | Награда Академије кантри музике          | Нова женска певачица године          | Номинација | [ 100 ]   |
| 2017   | Радио Дизни музике                       | Најбољи нови извођач                 | Номинација | [ 101 ]   |
| 2017   | Музичке награде ЦМТ-а                    | Преломни видео године                | Освојено   | [ 102 ]   |
| 2017   | Музичке награде ЦМТ-а                    | Женски видео године                  | Номинација | [ 102 ]   |
| 2017   | Музичке награде ЦМТ-а                    | Друштвена Супер звезда               | Номинација | [ 102 ]   |
| 2017   | Музичка награда                          | Пробојни уметник године              | Освојено   | [ 103 ]   |
| 2017   | Награда Удружења кантри музичара         | Нови извођач године                  | Номинација | [ 104 ]   |
| 2018   | Награда Академије кантри музике          | Нова женска вокалисткиња године      | Освојено   | [ 105 ]   |
| 2018   | Награда Академије кантри музике          | Вокални догађај године               | Номинација | [ 105 ]   |
| 2018   | Билбордове музичке награде               | Најбоља песма                        | Номинација | [ 106 ]   |
| 2018   | Музичке награде ЦМТ-а                    | Видео године                         | Номинација | [ 107 ]   |
| 2018   | Музичке награде ЦМТ-а                    | Сураднички видео године              | Освојено   | [ 107 ]   |
| 2018   | Музичке награде ЦМТ-а                    | Женски видео године                  | Номинација | [ 107 ]   |
| 2018   | Музичке награде за жене                  | Уметник године                       | Освојено   | [ 108 ]   |
| 2018   | Музичке награде ЦМТ-а                    | Нови извођач године                  | Номинација | [ 109 ]   |
| 2018   | Награде по избору деце                   | Најбоља представа године             | Освојено   |           |
| 2018   | Музичке награде Ај харт рејдија          | Најбољи уметник из нове земље        | Номинација |           |
| 2019   | Музичари на прослави 20. годишњице       | Музичка награда                      | Освојено   |           |